# Yrjö Haila
Yrjö Antero Haila, född 19 mars 1947 i Helsingfors, är en finländsk zoolog.
Haila avlade filosofie doktorsexamen 1983 på avhandlingen  Ecology of island colonization by Northern land Birds: a quantitative approach. Han blev docent i zoologi vid Helsingfors universitet 1986 och var mellan 1995 och 2014 professor i miljöpolitik vid Tammerfors universitet. År 2002 valdes han till ledamot av Finska Vetenskapsakademien.
Haila har särskilt intresserat sig för filosofiska frågor kring ekologi och människans biologi samt förhållandet mellan människan och naturen (t.ex. Humanity and nature. Ecology, science and society, 1992, tillsammans med Richard Levins). Han är också en kritisk debattör inom områden där biologi och politik möts, aktiv bl.a. genom det 1977 grundade Forskarförbundet i Finland och dess tidskrift Tiede ja edistys.